# 天山陵

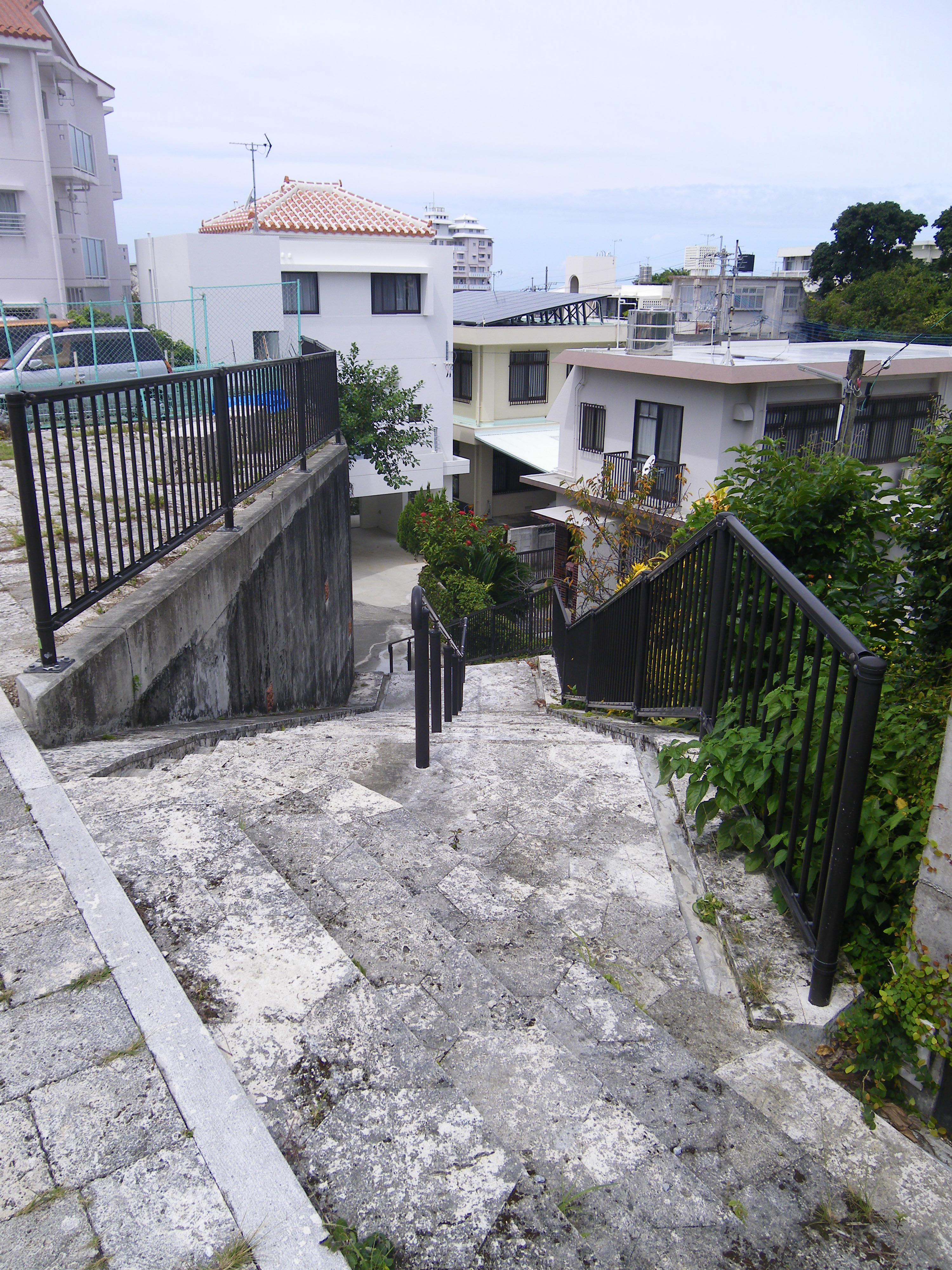
天山坂

天山陵（琉球語：／  ?），或稱天山御墓、天山極樂陵（天山ようどれ），位於沖繩縣那霸市首里池端町，是琉球國第一尚氏王朝尚巴志王陵墓的遺跡。
天山陵於15世紀初建造，在一個向南的崖面挖掘建造而成，分為東室、中室、西室三間。此陵為琉球國相懷機負責建造。尚巴志王死後，懷機將其葬於國都外的天齊山。《歷代寶案》中收錄有懷機於1439年向中國龍虎山的張天師求取符籙以庇護尚巴志王的文書。長虹堤建成以後，懷機住在天山陵旁，死後葬於天山陵旁，他的墓被稱為坊主之墓。
天山陵在尚圓奪權的時候被燒毀，在此之前，先王的遺骨已被尚德王的近親轉移了出去。此後在第二尚氏王朝時期成為王室的一次葬墓地，據《中山世譜》記載，尚永王之妃坤功曾葬於此，洗骨後葬入玉陵；尚寧王之妃蘭叢曾葬於此，洗骨後遷葬浦添極樂陵。
天山陵在沖繩島戰役中被毀，後來的城市開發過程也對這一帶造成嚴重破壞。現為私有地，一般不對外開放。